# Antonov Airlines
Antonov Airlines (Oekraïens: Авіалінії Антонова) is de Oekraïense luchtvaartmaatschappij voor vrachtvervoer opgericht door het Antonov Design Bureau met zetel in Kiev.
De maatschappij heeft haar thuishaven en hub op de luchthaven Hostomel. Ook de luchthaven Leipzig/Halle is een draaischijf voor deze maatschappij.
De maatschappij werd gesticht in 1989 om in samenwerkingsverband met Air Foyle Heavylift te opereren.

## Vloot
(stand december 2012)
- 1 Antonov An-225 Mriya (gedeeld met het Antonov Design Bureau)
- 7 Antonov An-124-100 Ruslan
- 1 Antonov An-22 Antaeus
- 3 Antonov An-12
- 1 Antonov An-26
- 1 Antonov An-74

Antonov Airlines bedrijft verder de volgende vliegtuigen voor het Antonov Design Bureau:
- 1 Antonov An-28  (Antonov Design Bureau)
- 1 Antonov An-32  (Antonov Design Bureau)
- 3 Antonov An-140 (Antonov Design Bureau)
- 2 Antonov An-148 (Antonov Design Bureau)